# Robert Torrens (nationaløkonom)
 For alternative betydninger, se Robert Torrens. (Se også artikler, som begynder med Robert Torrens)
Robert Torrens (født 1780 i Derry, død 27. maj 1864 i London) var en irsk nationaløkonom. 
Torrens var 1821 en af de 19 grundlæggere (hvoriblandt også Malthus, Ricardo, J.S. Mill og  Tooke) af Political Economy Club i London, forbilledet for alle senere økonomisk-videnskabelige foreninger. Han var en ivrig forkæmper for Peels bankakt af 1844 og arbejdede stærkt for ophævelsen af den engelske korntold. Af hans skrifter kan nævnes An Essay on the external corn trade (London 1815), der bidrog til at berede jordbunden for den 1839 stiftede Anti-Corn-Law-League, An Essay on the Production of Wealth (sammesteds 1821), On Wages and Combinations (sammesteds 1834) og The Principles and Practical Operation of Sir Robert Peel's Act of 1844 (2 bind, sammesteds 1847-1848).